# Csikvár József
Csikvár József (Vízvár, 1932. március 18. – Kaposvár, 2010.) magyar népművelő, koreográfus, néptáncpedagógus, tánc- és illemtanár.

## Élete
1932-ben született a Somogy vármegyei Vízváron Csikvár István asztalos és Pinterics Katalin táncos fiaként. Az elemi iskola elvégzése után a Csurgói Mezőgazdasági Technikumban folytatta tanulmányait. A néptáncmozgalommal kollégiumi nevelője és gimnáziumi testnevelő tanára, Együd Árpád ismertette meg.
Az 1950-es Országos Kultúrverseny döntőjének zsűrijében Roboz Ágnes koreográfus felfigyelt tehetségére, s meghívta őt a Színház- és Filmművészeti Főiskola tánc-szakára.
A Népművészeti Intézet néprajzi osztályának munkatársa, Pesovár Ernő 1952-ben meghívta őt a táncgyűjtők munkaközösségébe. Szabolcs-Szatmár-Bereg, Somogy és Vas megyékben, valamint a főváros peremkerületeiben járta a hagyományos néptáncokat ismerő közösségeket, s gyűjtötte a táncokat, zenéket.
A főiskola néptáncpedagógiai szakának elvégzése utánb 1955 júniusában került Kaposvárra, ahol a Somogy Megyei Népművelési Osztályánál helyezkedett el. A megyei művészeti élet szervezését, irányítását, műkösésének elősegítését kapta feladatul.
1956-tól évenként megszervezte a különféle művészeti csoportok vezetőinek képzését és továbbképzését.
1957-ben megszervezte a néptáncoktatók és népi együttes vezetők képzését, mely hosszú éveken át zajlott Balatonszemesen.
1962-ben alapította meg a "Balatonföldvári Folklórfesztivált".
1979-ben létrehozta a kaposvári "Dudaiskolát", elsősorban a dunántúli néptánc, népzene, és kézműves tevékenységek oktatására.
Társalapítója az 1980-tól évente megrendezésre kerülő "Hajlik a meggyfa" gyermek- és ifjúsági népzenei és népdaléneklési versenynek. Közreműködött a hónapok tevékenységrendszerére épülő általános iskolai "népismereti" tananyagrendszer kidolgozásában. A kaposvári Somogy Táncegyüttesnek, a barcsi Boróka Táncegyüttesnek, s a szennai Zselic Hagyományőrző Népi Együttesnek alapító koreográfusa volt.
1979-től nyugdíjazásáig népművelője, főmunkatársa, majd művészeti osztályvezetője volt  a Somogy Megyei Művelődési Központnak. Ez idő alatt SMK népművészeti kiadványainak sorozatszerkesztője volt, melyek a népzene valamint a tárgyi népművészet területét érintették. Gondos gazdaként ápolta a kapcsolatot a Somogy megyében élő és a hagyományőrzés területén tevékenykedő alkotókkal. Kiállításokat, szakmai fórumomat, bemutatkozási lehetőségeket  rendezett számukra, mellyel biztosította a közösségek hosszú távú fennmaradását. Nagy figyelmet fordított a néptánc területén az oktatás, nevelés, utánpótlás, képzés folyamataira. Ennek érdekében a 80-as években beindította az Együd Árpád Gyermek-és Ifjúsági Néptáncversenyt, mely a mai napig évről-évre megrendezésre kerül. Szakmai zsűriben betöltött szerepekor építő jellegű kritikái, határozott művészeti segítséget és iránymutatást adtak a csoportvezetőknek. 1985-ben az óvónők és tanítók számára a népi műveltség egészének átadására „Népismereti Iskolát" szervezett.
1992-ben vonult nyugdíjba az SMK osztályvezetőjeként, főmunkatársaként.
2010-ben hunyt el Kaposvárott, 78 éves korában.
Életművét 2017-ben kulturális örökségnek minősítették, s bekerült Somogy Megyei Értéktárba.